# Гутурама узлісна
Гутура́ма узлісна (Euphonia hirundinacea) — вид горобцеподібних птахів родини в'юркових (Fringillidae). Мешкає в Мексиці і Центральній Америці.

## Опис

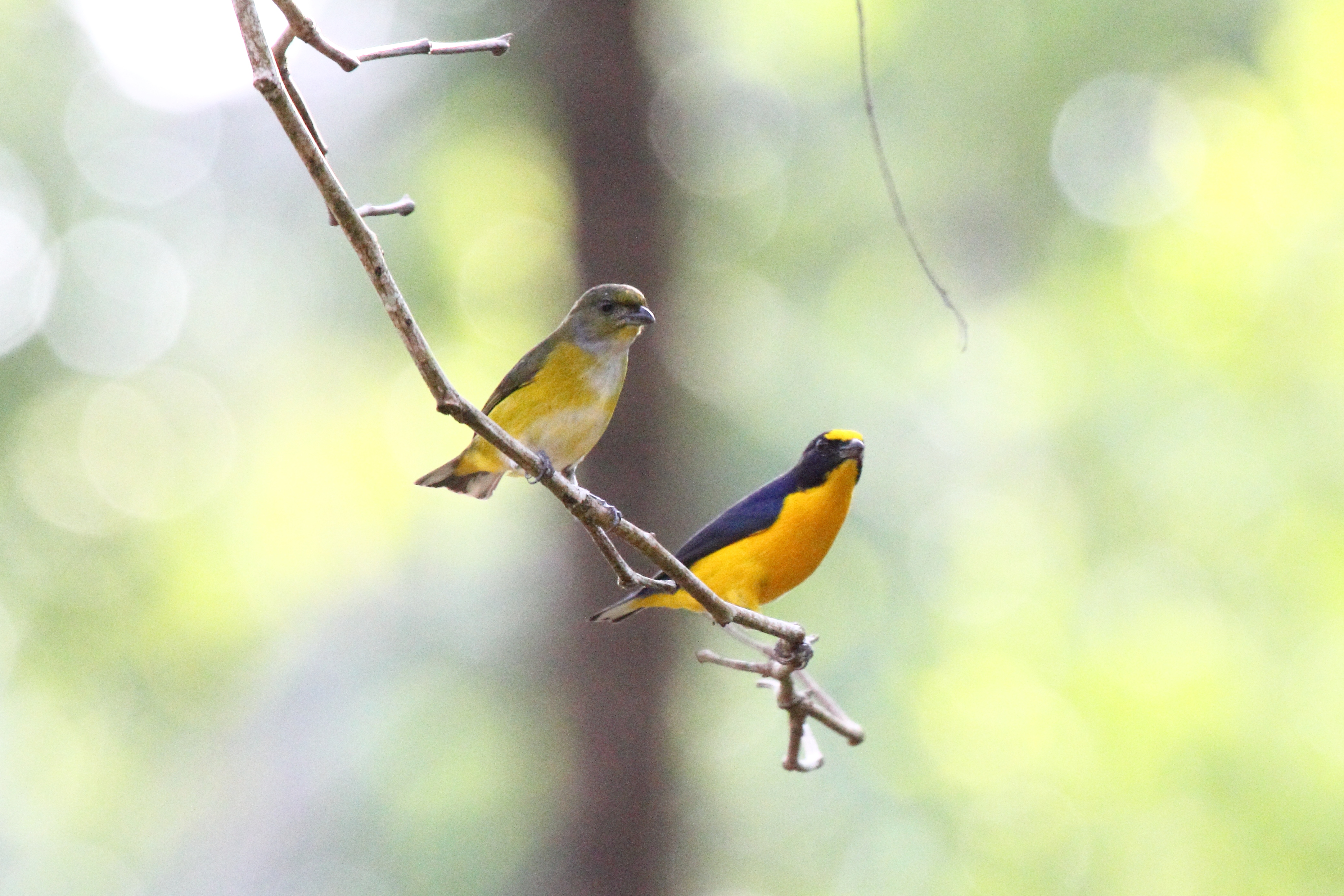
Пара узлісних гутурам

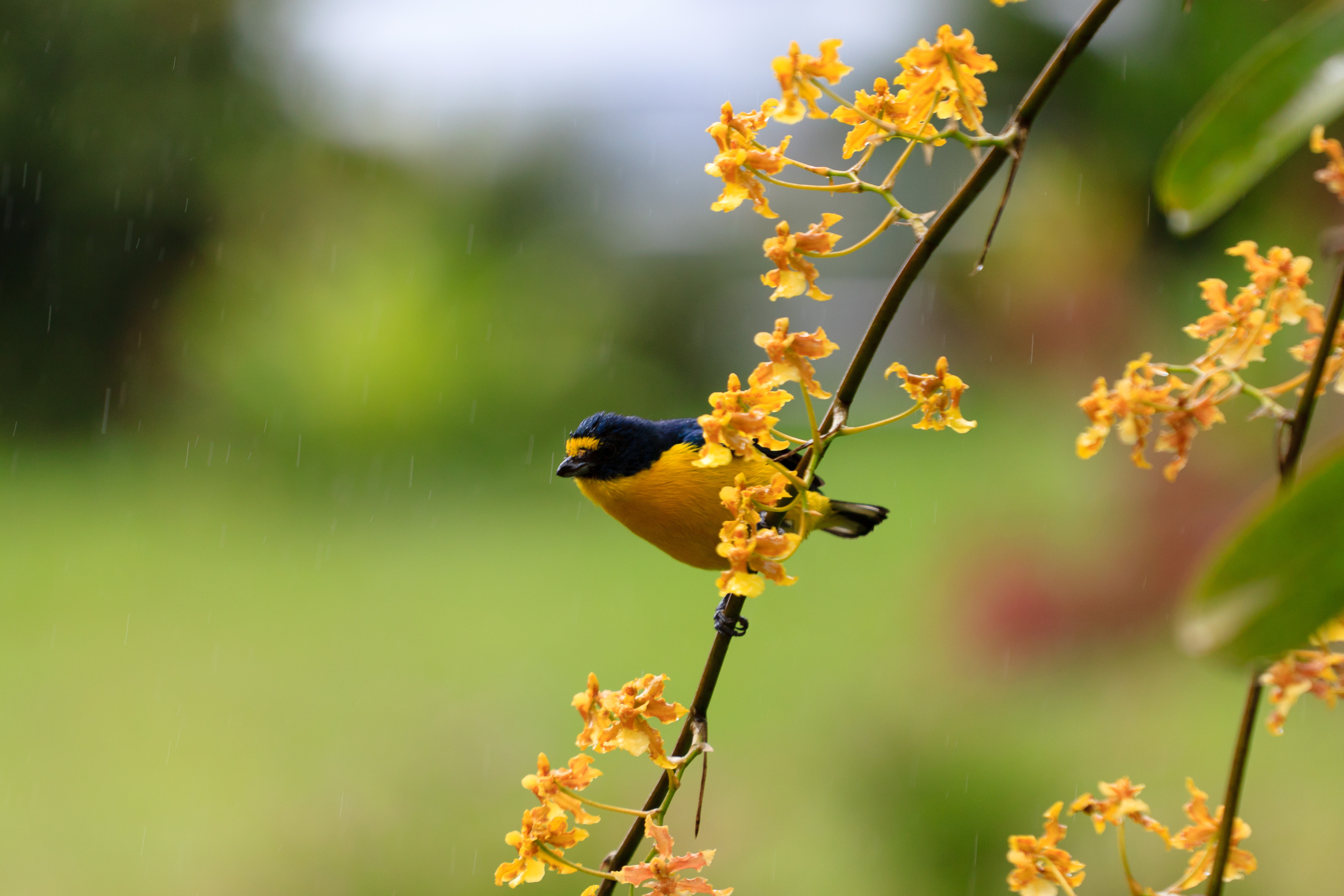
Самець узлісної гутурами

Довжина птаха становить 10-12 см, розмах крил 5,8-6,1 см, вага 11,6-17,8 г. Виду притаманний статевий диморфізм. У самців голова, спина, крила і хвіст синювато-чорні з синім металевим відблиском, особливо помітним на потилиці, спині і шиї з боків. Горло, груди і живіт золотисто-жовті, гузка і нижні покривні пера хвоста білуваті. На лобі золотисто-жовта пляма. Нижні покривні пера крил мають білі края. У самиць голова і верхня частина тіла оливково-зелені, крила і хвіст чорнуваті. Нижня частина тіла білувата, груди з боків і боки жовтувато-оливково-зелені нижні покривні пера хвоста блідо-оливково-жовтуваті. Очі темно-карі, дзьоб чорнуватий, знизу і біля основи сизий, лапи темно-сірі.

## Підвиди
Виділяють чотири підвиди:
- E. h. suttoni Phillips, AR, 1966 — східна Мексика;
- E. h. caribbaea Phillips, AR, 1966 — південь центральної Мексики (північна Оахака);
- E. h. hirundinacea Bonaparte, 1838 — від південно-східної Мексики до східного Нікарагуа;
- E. h. gnatho (Cabanis, 1861) — від північно-західного Нікарагуа до західної Панами (Чиріки).

## Поширення і екологія
Узлісні гутурами мешкають в Мексиці, Гватемалі, Белізі, Сальвадорі, Гондурасі, Нікарагуа, Коста-Риці і Панамі. Вони живуть на узліссях сухих і вологих тропічних лісів, на галявинах, в рідколіссях і чагарникових заростях, на плантаціях і в садах. Зустрічаються поодинці, парами або невеликими сімейними зграйками, переважно на висоті до 1200 м над рівнем моря. Живляться переважно ягодами омели і плодами фікусів, а також іншими ягодами і плодами, доповнюють свій раціон дрібними комахами та іншими безхребетними. 
Сезон розмноження триває з березня по серпень. Гніздо кулеподібне, будується самицею і самцем, розміщується в чагарниках. Воно складається з зовнішньої частини, сплетеної з гілочок і рослинних волокон і внутрішної, встеленої мохом, пухом або іншим м'яким матеріалом. В кладці від 2 до 4 яєць. Інкубаційний період триває приблизно 2 тижні. Пташенята покидають гніздо через 3 тижні після вилуплення, однак батьки продовжують піклуватися про них ще деякий час. Насиджує лише самиця, за пташенятами доглядають і самиці, і самці.